# 16-та окрема бригада армійської авіації (Україна)
16-та окрема бригада армійської авіації «Броди» (16 ОБрАА, в/ч А2595, пп В3765) — з'єднання армійської авіації Сухопутних військ України. Бригада базується в м. Броди Львівської області. Підпорядковується безпосередньо командуванню Сухопутних військ України.
За період 1995—2012 років підрозділи полку брали участь у 21 миротворчій місії ООН.

## Історія
Після розпаду СРСР у 1992 році 119-й окремий бойовий вертолітний полк Радянської армії перейшов під юрисдикцію України.
- В 1992 р. 119-й полк увійшов до складу ЗС України.
- У жовтні 1993 р. полк брав участь у перших військових навчаннях відновленої української армії.
- 26.08.1994 р. 119-й полк переформовано в 3-тю бригаду армійської авіації у складі двох вертолітних ескадрилей.[1]
- Червень 1995 р. — початок формування на базі бригади частин і підрозділів для участі в миротворчій місії ООН в Югославії.[1][2]

Грудень 1995 р. вертольоти бригади здійснили перші польоти.
- 1.10.1998 р. бригада перепідпорядкована Командувачу військами ЗахОК.
- Грудень 2003 р. — на основі бригади створено 3-й окремий полк армійської авіації ЗахОК.
- 2003 і 2004 рр. — полк нагороджувався Перехідним вимпелом Військової ради ЗахОК.
- 27.04.2005 р. полк підпорядковано 8 АК ЗСУ.

Починаючи із 1996 року вертолітники бригади брали участь у багатонаціональних навчаннях у рамках програми «Партнерство заради миру». Одночасно на базі бригади у 1995 році готувався перший вертолітний загін, який виконував місії у колишній Югославії. Згодом звідси було відправлено загін вертолітників у Косово.
Льотчики бригади під час чергових ротацій складали «кістяк» окремих вертолітних загонів, особовий склад яких виконував миротворчі місії в Африці. На базі бригади готувався особовий склад першої ротації українського миротворчого контингенту Місії ООН зі стабілізації у Демократичній Республіці Конго.
На базі 3-го окремого полку армійської авіації завершилась підготовка льотчиків та особового складу 56-го окремого вертолітного загону ЗС України сил Місії ООН у Ліберії чергової ротації. Станом на 2013 рік у Бродах проходили військову службу понад 300 учасників миротворчих операцій.
За підсумками 2009 р. полк був однією з найкращих частин армійської авіації Сухопутних військ ЗС України і нараховував 7 льотчиків-снайперів, 12 військових льотчиків першого класу, провів 30 льотних змін, майже половина з яких — у складних метеорологічних умовах та вночі. Загальний наліт становив понад 800 годин, а середній наліт на одного льотчика — більше як 15 годин.
Листопад 2010 р. відзначено 15-річчя з дня формування військової частини.
Станом на 2012 рік, полк брав участь у 21 миротворчій місії ООН, починаючи з червня 1995 року.

#### Переформування
Як i 11-та окрема бригада армійської авіації, 16-та бригада створена в рамках реформування ЗСУ. За організаційно-штатною структурою входила до складу 8-го армійського корпусу СВ ЗС України.
Грудень 2012 — переформування полку в 16-ту окрему бригаду армійської авіації на підставі директиви начальника Генерального штабу Збройних Сил України.

### Російсько-українська війна
Бригада брала участь у бойових діях під час війни на сході України. 2 травня 2014 року 2 вертольоти Мі-24 бригади були збиті під Слов'янськом. 24 червня під Слов'янськом був збитий Мі-8 бригади, у катастрофі загинуло 9 чоловік, серед них — майор Руслан Мазунов. Ще один Мі-8 був збитий 7 серпня під с. Березове Донецької області. 11 січня 2016 року загинув військовослужбовець бригади Козодій Роман Богданович.
29 травня 2019 року о 23.27 під час нічного навчально-тренувального польоту в рамках планових навчань «День—Ніч» було втрачено зв'язок з вертольотом Мі-8 в районі с. Сестрятин Рівненської області. Очевидці розповіли, що над селом пролетіли два вертольоти, один з них загорівся ще у повітрі і впав, вибуху чутно не було, бачили лише спалах. Внаслідок авіакатастрофи загинули чотири члени екіпажу разом з командиром бригади — полковник Мазепа Ігор Ярославович, Попенко Владислав Валерійович, Романюк Василь Миронович та Дацюк Павло Юрійович.
28 лютого 2022 року екіпаж вертольоту Мі-8 виконував польотне бойове завдання з відбиття збройної агресії російської федерації. Поблизу населеного пункту Макарів Бучанського району Київської області у вертоліт влучила ворожа ракета. Зв'язок з екіпажем був втрачений. Лише після звільнення Київської області, вдалося забрати тіла військовослужбоців.
Серед загиблих були:
- полковник Григор'єв Олександр Олександрович, 1983 р.н.;
- капітан Нестерук Дмитро Миколайович, 1997 р.н.;
- старший лейтенант Гнатюк Василь Андрійович, 1999 р.н.

Поховали солдатів на головному Бродівському кладовищі 16 квітня 2022 року.
8 березня 2022 року під час російського вторгнення в Україну, був збитий гелікоптер Мі-24 поблизу н.п. Кулажинці, Броварського району. Обидва пілоти: підполковник Мариняк Олександр Мирославович та капітан Беззуб Іван Романович — загинули.
31 березня 2022 року екіпаж вертольота Мі-8 намагався евакуювати з оточеного Маріуполя важкопоранених захисників міста. Гелікоптер збили російські окупанти. Загинули штурман Бадіка Денис Михайлович; вертольотчик Тимусь Юрій Володимирович; бортінженер Ваховський Іван Володимирович в селищі Рибацьке.
5 квітня 2022 під час здійснення польоту Дніпропетровськ—Маріуполь для висадки десанту в Маріуполі і евакуації полонених був збитий вертоліт Мі-8. Полковник Вороний В'ячеслав Олегович загинув.

## Традиції
24 серпня 2015 року під час Маршу Незалежності на відзначення 24-ї річниці Незалежності України, що пройшов у Києві на Хрещатику, Президент України Петро Порошенко вручив бойовий прапор з відзнакою Президента України — стрічкою до Бойового Прапора «За мужність та відвагу» командиру бригади льотчику-снайперу полковнику Ігору Яременку.
23 серпня 2017 року, з метою відновлення історичних традицій національного війська щодо назв військових частин, зважаючи на зразкове виконання поставлених завдань, високі показники в бойовій підготовці та з нагоди 26-ї річниці незалежності України, указом Президента України Петра Порошенка бригаді було присвоєне почесне найменування «Броди». 24 серпня 2017 року, на параді до Дня незалежності України, Президент України Петро Порошенко вручив бригаді бойове знамено.
2 липня 2025 року 16 окрема бригада армійської авіації «Броди» Сухопутних військ Збройних Сил України указом Президента України Володимира Зеленського відзначена почесною відзнакою «За мужність та відвагу».

### Символіка
На нарукавному знаку бригади на блакитному полі зображено п'ять золотих списів у зірку, на які покладено срібну лілію. Останній елемент відтворює головну фігуру в сучасному гербі м. Броди.

## Оснащення
На озброєнні вертольоти Мі-8, Мі-24, Мі-2 різних модифікацій.
- Мі-8МТ;
- Мі-8МТВ;
- Мі-24П;
- Мі-24ВП.

## Навчання
Харківський Національний університет повітряних сил України імені Івана Кожедуба.

## Миротворчі місії
На базі частини готувалась перша ротація українського миротворчого континенту що діяв в рамках Місії ООН «із стабілізації» в Демократичній республіці Конго і одна з ротацій особового складу 56-го окремого вертолітного загону ЗСУ в Республіці Ліберія (6 Мі-24 і 8 — Мі-8). Через миротворчі операції пройшло близько 300 службовців частини.

## Командування
- (???—2018) полковник Яременко Ігор Віталійович
- (2018—2019) полковник Мазепа Ігор Ярославович†
- (2019) підполковник Бардаков Павло Олексійович
- (2019-до тепер) генерал Білостоцький Роман Віталійович[джерело?]

## Матеріали
- 16-я отдельная бригада армейской авиации(рос.) (дзеркало) // 8-й армійський корпус ЗСУ